# VfL Stade
O VfL Stade Basketball é um clube de basquetebol baseado em Stade, Alemanha que atualmente disputa a Liga Regional Norte, correspondente à quarta divisão do país. e manda seus jogos no Vincent-Lübeck-Gymnasium.

## Histórico de Temporadas
| Temporada | Nível | Liga           | Pos. | Resultado |
| --------- | ----- | -------------- | ---- | --------- |
| 2008–09   | 5     | 2.Regionalliga | 4º   |           |
| 2009–10   | 5     | 2.Regionalliga | 1º   | Promovido |
| 2010–11   | 4     | Regionalliga   | 5º   |           |
| 2011–12   | 4     | Regionalliga   | 3º   |           |
| 2012–13   | 4     | Regionalliga   | 1º   | Promovido |
| 2013–14   | 3     | ProB           | 11º  |           |
| 2014–15   | 4     | Regionalliga   | 6º   |           |
| 2015–16   | 4     | Regionalliga   | 6º   |           |
| 2016–17   | 4     | Regionalliga   | 2º   |           |
| 2017-18   | 4     | Regionalliga   | 5º   |           |
| 2018-19   | 4     | Regionalliga   | 4º   |           |

fonte:eurobasket

## Títulos

### 2.Regionalliga Norte-Oeste
- Campeão (1): 2009-10

### Regionalliga Norte
- Campeão (1): 2012-13
- Finalista (1):2016-17